# Giacomo Guido Ottonello
Giacomo Guido Ottonello (Masone, 29 agosto 1946) è un arcivescovo cattolico italiano.

## Biografia
Ordinato sacerdote il 29 giugno 1971, è stato incardinato nella diocesi di Acqui. Dopo la laurea in teologia il 25 marzo 1980 è entrato nel servizio diplomatico della Santa Sede, operando presso le rappresentanze pontificie in Pakistan, El Salvador, Libano, Francia, Spagna e infine in Polonia dove è stato consigliere della nunziatura apostolica.
Il 29 novembre 1999 papa Giovanni Paolo II lo ha nominato nunzio apostolico a Panama nominandolo arcivescovo titolare di Sasabe. Dal 26 febbraio 2005 e per oltre dodici anni è stato nunzio apostolico in Ecuador, dove ha disimpegnato un difficile incarico di dialogo e di mediazione con il governo anticlericale del presidente Rafael Correa, che è arrivato a scrivergli una lettera lamentandosi delle dichiarazioni di monsignor Antonio Arregui Yarza, qualificato come un "insolente fattorino della destra" e reo di aver chiesto un maggior dialogo da parte del governo.
Il 1º aprile 2017 papa Francesco lo ha nominato nunzio apostolico in Slovacchia.
Il 31 ottobre 2021 lo stesso papa ha accolto la sua rinuncia per raggiunti limiti di età.

## Genealogia episcopale e successione apostolica
La genealogia episcopale è:
- Cardinale Scipione Rebiba
- Cardinale Giulio Antonio Santori
- Cardinale Girolamo Bernerio, O.P.
- Arcivescovo Galeazzo Sanvitale
- Cardinale Ludovico Ludovisi
- Cardinale Luigi Caetani
- Cardinale Ulderico Carpegna
- Cardinale Paluzzo Paluzzi Altieri degli Albertoni
- Papa Benedetto XIII
- Papa Benedetto XIV
- Papa Clemente XIII
- Cardinale Enrico Benedetto Stuart
- Papa Leone XII
- Cardinale Chiarissimo Falconieri Mellini
- Cardinale Camillo Di Pietro
- Cardinale Mieczysław Halka Ledóchowski
- Cardinale Jan Maurycy Paweł Puzyna de Kosielsko
- Arcivescovo Józef Bilczewski
- Arcivescovo Bolesław Twardowski
- Arcivescovo Eugeniusz Baziak
- Papa Giovanni Paolo II
- Arcivescovo Giacomo Guido Ottonello

La successione apostolica è:
- Vescovo Pedro Joaquin Hernández Cantarero, C.M.F. (2005)
- Vescovo Julio Parrilla Díaz (2008)
- Vescovo Néstor Montesdeoca Becerra, S.D.B. (2008)
- Vescovo Walter Jehowá Heras Segarra, O.F.M. (2009)
- Cardinale Luis Gerardo Cabrera Herrera, O.F.M. (2009)
- Vescovo Áureo Patricio Bonilla Bonilla, O.F.M. (2013)
- Arcivescovo Alfredo José Espinoza Mateus, S.D.B. (2014)
- Vescovo Skiper Bladimir Yánez Calvachi (2014)
- Vescovo Adelio Pasqualotto, C.S.I. (2015)
- Vescovo Jorge Giovanny Pazmiño Abril, O.P. (2015)
- Vescovo Oswaldo Patricio Vintimilla Cabrera (2016)